# أرماندو هيريرا
أرماندو هيريرا هو منافس ألعاب قوى كوبي، ولد في 25 مايو 1955.

## وصلات خارجية
- أرماندو هيريرا على موقع أوليمبيديا (الإنجليزية)